# Gemeinhardt-palota
A Gemeinhardt-palota (románul: Palatul Gemeinhardt) saroképület Temesváron. Józsefváros városrészben, a Ion Dragalina tábornok sugárút (Bulevardul General Ion Dragalina, korábban Úri utca) és a Béga-csatorna mentén húzódó Nicolae Titulescu rakpart (Splaiul Nicolae Titulescu, korábban Bégajobbsor) sarkán áll.
Műemléki védettséget élvez a Józsefváros régi városnegyed városi helyszín (Situl urban „Vechiul cartier Iosefin”) részeként; ez a romániai műemlékek jegyzékében a TM-II-s-B-06098 sorszámon szerepel. A Béga túloldalán vele átellenben az egykori Royal szálló épülete áll.

## Története
1911–12-ben épült fel Gemeinhardt Márton tervei alapján, aki a tulajdonosa is volt. Az 1900-as évek stílusában épült, de már az első világháború után teret hódító modern építészet jegyeit is hordozza. Sarkát kis torony jelzi. A második emeleti lodzsák két oszlopon nyugvó íve Sebastiano Serlio reneszánsz építészt idézi, két oldalán a kisebb nyílások a vízszintes zárással pedig Andrea Palladio – a posztmodern építészek által is szívesen alkalmazott – stílusjegye.
Itt működött a Splendid szálló. A 2010-es évek végén földszintjén üzletek, szolgáltató egységek működnek.